# Thijs Aerts
Thijs Aerts (3 november 1996) is een Belgisch veldrijder. 

## Carrière
Aerts werd in 2014 als junior wereldkampioen veldrijden in het Nederlandse Hoogerheide. In dat seizoen won hij eveneens de wereldbekerwedstrijd in het Franse Nommay.
Als beloftenrenner nam Aerts in 2017 deel aan de twee Amerikaanse wereldbekerwedstrijden voor eliterenners in Iowa en Waterloo, waar hij respectievelijk een 32ste en een 25ste plaats behaalde. Zijn beste resultaat in een profwedstrijd behaalde hij eveneens in het Amerikaanse Waterloo waar hij op 22 september 2017 op de negende plaats eindigde. In de wereldbekerwedstrijd voor beloften in de Duitse plaats Zeven op 25 november 2017 behaalde Aerts de tweede plaats na Eli Iserbyt.
Sinds begin 2023 rijdt hij voor Circus-ReUZ-technord, de veldrittak van de World Tour ploeg Intermarché-Circus-Wanty. 

## Privéleven
Zijn oudere broer Toon is ook actief als veldrijder.

## Erelijst

### Wegwielrennen
2022
3e etappe Ronde van Namen
2024
5e etappe Ronde van Namen

### Veldrijden
Overwinningen
| Seizoen   | Wereldbeker | Superprestige | DVV Trofee | WK  | EK  | BK  | Overige          | Aantal zeges |
| --------- | ----------- | ------------- | ---------- | --- | --- | --- | ---------------- | ------------ |
| 2018-2019 |             |               |            | DNS | DNS | DNF |                  | 0            |
| 2019-2020 |             |               |            | DNS | DNS | 8e  | Contern, Crawley | 2            |
| 2020-2021 |             |               |            | DNS | 16e | DNS |                  | 0            |
| 2021-2022 |             |               |            | DNS | DNS | 12e | La Grandville    | 1            |
| 2022-2023 |             |               |            | DNS | DNS | 16e |                  | 0            |
| 2023-2024 |             |               |            | DNS | DNS | 11e |                  | 0            |
| Totaal    | 0           | 0             | 0          | 0   | 0   | 0   | 3                | 3            |

Resultatentabel
| Seizoen   | Aantal zeges      | Regenboogtrui | Europese kampioenentrui | Belgische kampioenstrui | WB  | SP  | X²O | UCI |
| --------- | ----------------- | ------------- | ----------------------- | ----------------------- | --- | --- | --- | --- |
| 2018–2019 | 0 overwinning(en) | DNS           | DNS                     | DNF                     | 16e | 23e | 18e | 30e |
| 2019–2020 | 2 overwinning(en) | DNS           | DNS                     | 8e                      | 13e | 18e | 13e | 15e |
| 2020–2021 | 0 overwinning(en) | DNS           | 16e                     | DNS                     | 12e | 16e | 19e | 20e |
| 2021–2022 | 1 overwinning(en) | DNS           | DNS                     | 12e                     | 22e | 23e | 11e | 30e |
| 2022–2023 | 0 overwinning(en) | DNS           | DNS                     | 16e                     | 22e | 28e | 21e | 36e |
| 2023–2024 | 0 overwinning(en) | DNS           | DNS                     | 11e                     | 33e | 15e | 12e | 48e |
| Totaal    | 3 overwinningen   | 0             | 0                       | 0                       | 0   | 0   | 0   | 0   |

### Jeugd
Wereldkampioen veldrijden: 2014 (junioren)
 Belgisch kampioen veldrijden: 2016 & 2018 (beloften)
Aernouts · Th. Aerts · To. Aerts · Bekaert · Cleppe · Goeman · van der Haar · Hermans · van Kessel · Soete